# Лешноволя (гміна)
Гміна Лешноволя (пол. Gmina Lesznowola) — сільська гміна у центральній Польщі. Належить до Пясечинського повіту Мазовецького воєводства.
Станом на 31 грудня 2011 у гміні проживало 21469 осіб.

## Площа
Згідно з даними за 2007 рік площа гміни становила 69.17 км², у тому числі:
- орні землі: 74.00%
- ліси: 13.00%

Таким чином, площа гміни становить 13.65% площі повіту.

## Населення
Станом на 31 грудня 2011:
| Опис     | Загалом | Загалом | Чоловіки | Чоловіки | Жінки | Жінки |
| -------- | ------- | ------- | -------- | -------- | ----- | ----- |
| одиниця  | осіб    | %       | осіб     | %        | осіб  | %     |
| все      | 21469   | 100     | 10421    | 48.54    | 11048 | 51.46 |
| міське   | 0       | 100     | 0        |          | 0     |       |
| сільське | 21469   | 100     | 10421    | 48.54    | 11048 | 51.46 |

## Сусідні гміни
Гміна Лешноволя межує з такими гмінами: Надажин, П'ясечно, Рашин, Тарчин.